# مسیه ۵۰
مسیه ۵۰(به انگلیسی: Messier 50) یا ان‌جی‌سی ۲۳۲۳ یک خوشه ستاره‌ای باز در صورت فلکی تکشاخ است که فاصله آن از زمین سه هزار سال نوری و قدر ظاهری آن ۷.۰ است.